# El profesor Probeta contraataca
El profesor Probeta contraataca es una historieta de Mortadelo y Filemón serializada en 1986 en la revista Mortadelo Extra. Es una de las historietas apócrifas de la serie realizadas por el Bruguera Equip en los años 1980 con guion de Julio Fernández.

## Trayectoria editorial
La historieta se serializó en 1986 en los números del 205 a 208 de la revista Mortadelo Extra. El guion de la misma es de Julio Fernández, siendo el dibujante un trabajador desconocido del Bruguera Equip.

## Sinopsis
El profesor Probeta sigue resentido porque Mortadelo y Filemón frustraran sus planes en El crecepelo infalible, por lo que contrata a dos secuaces para que roben varias de las invenciones del científico de la T.I.A. que ya habían aparecido en Los inventos del profesor Bacterio: la boina eléctrica, el Suplantón, el suero ZOUF 47-X y el rayo de la segunda dimensión.